# 11 بيت ستوديوز
11 بيت ستوديوز هي شركة تطوير ألعاب فيديو بولندية تأسست في عام 2010.